# 田中伸子
田中伸子（たなか のぶこ、1976年11月18日 - ）は、日本のファッションモデル、女優。東京都出身。身長169cm、B77-W58-H84、靴のサイズは24.5cm。所属は株式会社エンライトメント。

## 来歴・人物
1993年、雑誌『PeeWee』の読者モデルとしてデビューする。以降、CM・雑誌・ファションショー等へ多数出演しトップモデルとして息の長い活動している。モデル以外にも映画『梟の城』への出演など俳優としても活動している。
2014年にエンライトメントの「LAST CAFFE」アートディレクションを担当。以降エンライトメントに参加。
2015年より「Here is ZINE Tokyo」にてドローイング作品を発表。

## 出演

### CM
- サクマ製菓 つぶつぶいちごみるく（1994年）
- P&G クレアラシル フェイスウォッシュ（1994年）
- サークルK ハンバーガー（1994年）
- ホームメイド協会 企業（1994年）
- 宝酒造 ビタミンパーラー（1995年） - 山口智子と共演
- NEC 『98Note Light』（1995年）
- NEC PHS JUWACKY（1996年）
- ハウス食品 ピュアインゼリー（1997年）
- コンパックコンピュータ COMPAQ Presario（1998年）
- トライグループ 家庭教師のトライ（2000年）
- POLA化粧品 アペックスi（2001年）
- NEC 『Lavie C』（2002年）
- 三菱商事 『THE RIVER PLACE』（2002年）
- NTTドコモ FOMA 国際テレビ電話（2003年）
- 日本香道 『Roomy COOL』（2003年）
- キヤノン 『EOS Kiss デジタル』（2004年）- 渡辺貞夫と共演
- アテニア化粧品 （2004年）
- ヤマキ 企業 『幸せの基本篇』（2005年）
- 東芝 液晶テレビREGZA 『仕事編』（2007年）

### スチール広告
- ウテナ化粧品 プロピア
- 花王 エッセンシャルスタイリングシャンプー（1995年）
- 丸井 ウェディングコレクション（2000年）
- エドウィン SOMETHING（2001年）
- JAL 02 A WORLD OF BEAUTY（2002年）
- ソニーエリクソン 『FOMA STICK/MISSING PIECE』（2006年）

### 雑誌
- PeeWee（ソニーマガジンズ）- 専属キャラクターモデル（ -1995年）
- MORE
- 装苑
- ELLE
- Oggi

ほか多数

### 映画
- 梟の城（1999年）- 淀君 役
- ホラ～番長シリーズ『月猫に蜜の弾丸』（2004年） - マリ 役
- アリア（2008年製作、2008年11月29日公開、村松亮太郎監督） - 彩乃 役

### ドラマ
- ドラマ新銀河『赤ちゃんが来た』（1994年、NHK）
- しんドラ『あの日に戻りたい』（1995年、日本テレビ）
- いとしの未来ちゃん 第4話『眺めのいい部屋』（1997年、テレビ朝日系）
- 徳川慶喜（1998年、NHK） - さくら 役

### 作品集
- 『COLLECTIVE UNCONSCIOUS』 エンライトメントパブリッシング(2014年)

- 『SCOTOMA』エンライトメントパブリッシング (2015年)

- 『NATURE MORTE』エンライトメントパブリッシング (2015年)